# Athus-Maaslijn

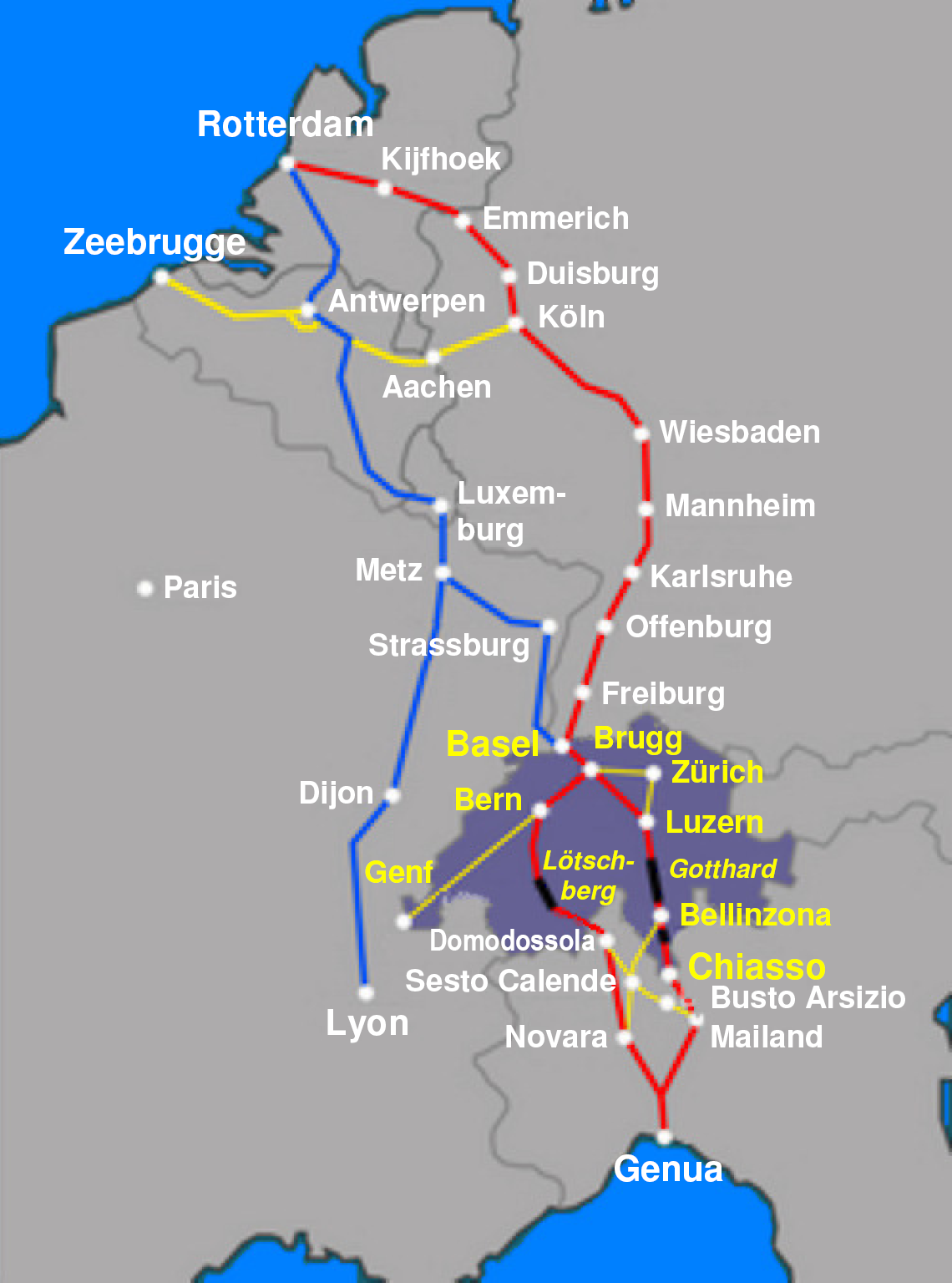
De Athus-Maaslijn is onderdeel van een van de Europese corridors voor goederenvervoer per spoor

De Athus-Maaslijn of Athus-Meuse is een 160 km lange, dubbelsporige spoorverbinding in het zuidoosten van België. Zij vormt een belangrijke schakel in het Europese goederenvervoer per spoor, met name tussen de Noordzeehavens en delen van Zuid- en Oost-Europa.

## Verbinding
De Athus-Maaslijn verbindt Athus – een dorp in de Belgische provincie Luxemburg bij het drielandenpunt tussen België, Frankrijk en het Groothertogdom Luxemburg – met Namen aan de Maas. Vandaar ook de naam van de lijn. Athus is verbonden met zowel het Luxemburgse als het Franse spoorwegnet, en via die weg met Zuid- en Oost-Europa. Aan de andere kant is Namen via het Belgische spoorwegnet verbonden met Zeebrugge, Gent, Antwerpen en verderop gelegen havens zoals Rotterdam, die alle veel goederentrafiek per spoor genereren. Via de grensovergang van Athus passeren jaarlijks aldus ongeveer negen miljoen ton goederen per spoor.

## Aaneenschakeling van spoorlijnen
De verbinding tussen Athus en Namen wordt gevormd door de aaneenschakeling van verschillende Belgische spoorlijnen of delen daarvan. Het betreft:
- Spoorlijn 165 van Aubange/Athus naar Libramont: het gedeelte vanaf de Luxemburgse grens bij Athus tot Bertrix.
- Spoorlijn 166 van Bertrix tot de spoorvertakking Y Neffe ten zuiden van Dinant: volledig.
- Spoorlijn 154 van Givet naar Namen: het gedeelte vanaf de spoorvertakking Y Neffe tot Namen.

## Ontwikkeling
De lijn loopt vrijwel parallel met de hoofdspoorlijn van Namen naar Luxemburg (spoorlijn 162), maar er rijden veel minder reizigerstreinen dan op deze laatste. Hierdoor is een aanzienlijk grotere baancapaciteit beschikbaar voor goederentreinen. Dat werd ook op Europees niveau opgemerkt toen er in de jaren 80 van de vorige eeuw plannen gemaakt werden om het goederenvervoer per spoor te optimaliseren. De uitbouw van de Athus-Maaslijn als goederencorridor kwam dan ook tot stand onder impuls en met steun van de Europese Unie. Om de Athus-Meuse geschikt te maken voor een vlotte en efficiënte doorstroming waren uitgebreide werken nodig. Tussen Namen en Dinant was de lijn al sinds 1990 geëlektrificeerd, maar verderop was dat niet het geval. Bij de elektrificatie van de sectie Dinant-Athus is gekozen voor 25 kV wisselspanning, terwijl in België 3 kV gelijkspanning gangbaar is. Het grotere motorvermogen dat 25 kV mogelijk maakt was doorslaggevend op een lijn waar veel zware treinen getrokken moeten worden. Daarnaast waren vooral op lijn 166, die een bochtig tracé met veel tunnels volgt door de vallei van de Lesse, enkele aanpassingen aan het gabariet nodig. De moderniseringswerken waren in 2002 voltooid.
Op 20 oktober 2014 werd een volgende stap in de modernisering van de Athus-Maaslijn gezet, met de ingebruikneming van het Europese veiligheidssysteem ETCS niveau 1 over de volle 160 kilometer van de lijn.

## Zuidelijk vervolg
Na Athus sluit de Athus-Maaslijn via het Groothertogdom Luxemburg aan op de spoorlijn Luxemburg - Metz - Nancy. Aangezien deze spoorlijn sterk verzadigd is door het drukke passagiersvervoer, wordt er gedacht aan een zuidelijk vervolg van de goederenas. Deze zou van Athus tot Toul lopen via Longwy en Conflans-Jarny. Daarvoor zouden volgende Franse spoorlijnen opgewaardeerd dienen te worden:
- Ligne de Longuyon à Mont-Saint-Martin (vers Athus) (Athus - Mont-Saint-Martin - Longuyon)
- Ligne de Longuyon à Onville et Pagny-sur-Moselle (Longuyon - Chambley)
- Ligne de Lérouville à Metz-Ville (Rembercourt - Lérouville)
- Ligne de Paris-Est à Strasbourg-Ville (Lérouville - Toul), met aansluiting op de Ligne de Culmont - Chalindrey à Toul naar het zuiden (Dijon).

## Afbeeldingen

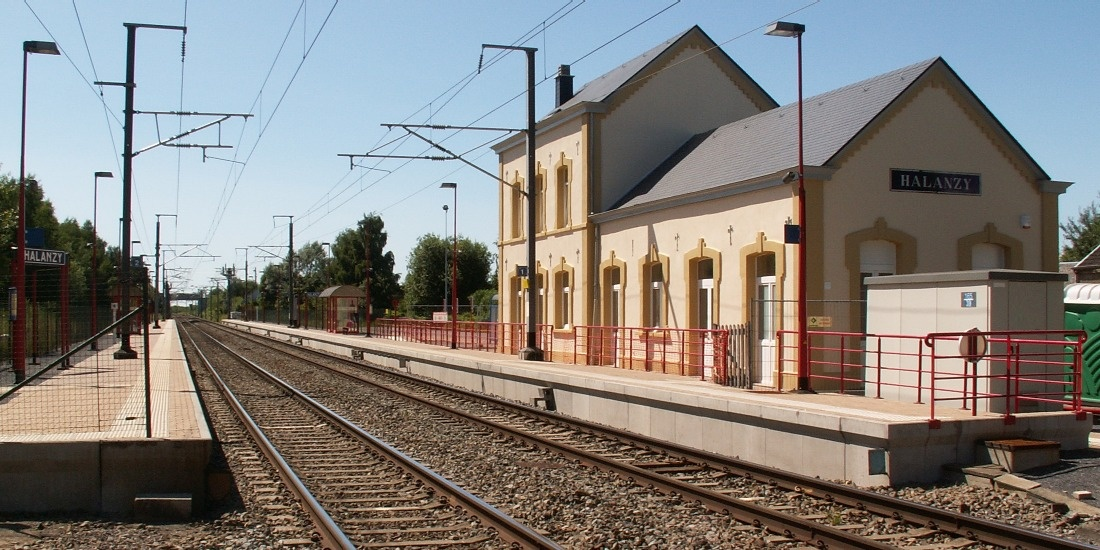
Spoorlijn 165 bij het station van Halanzy.
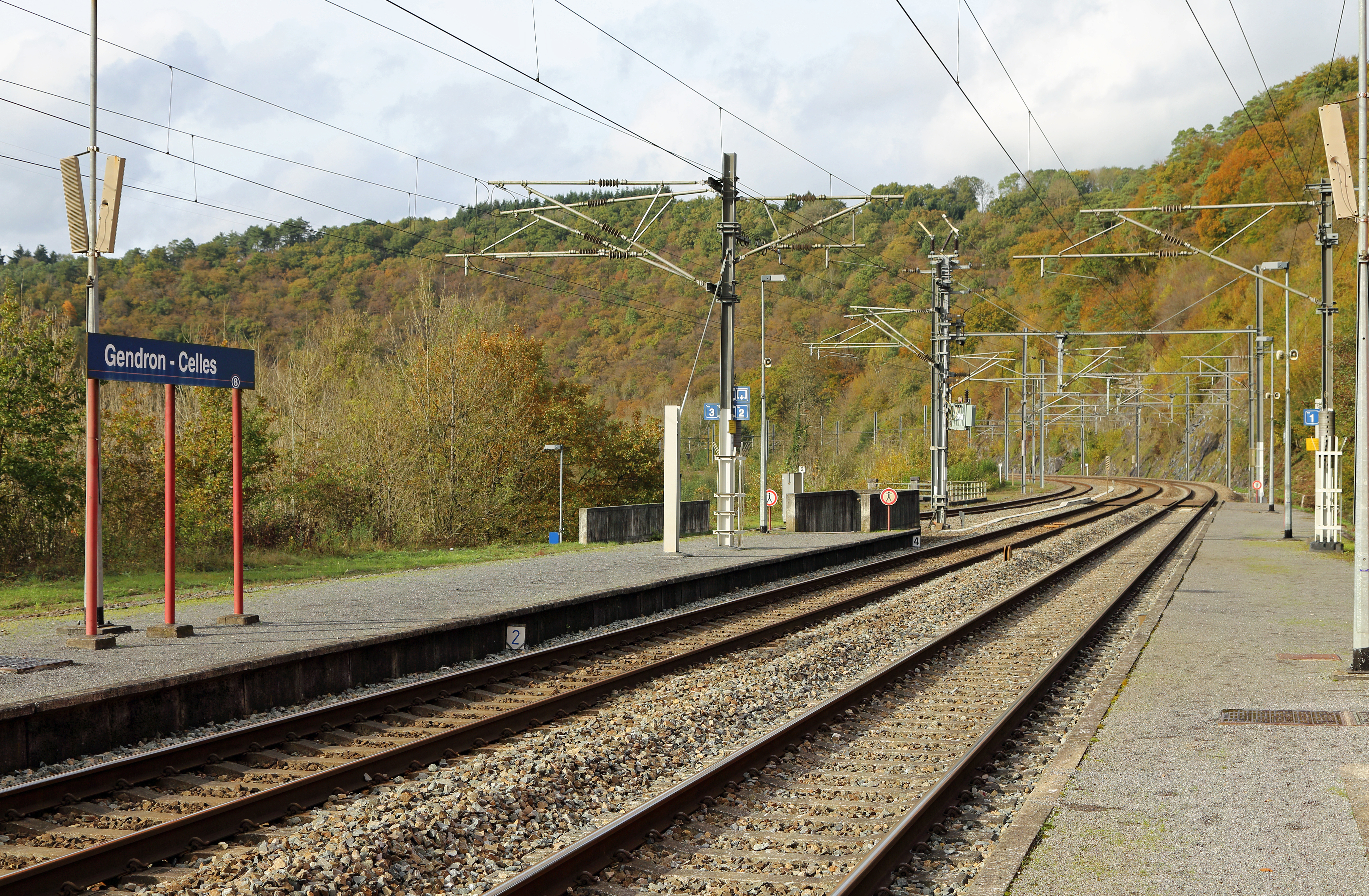
Spoorlijn 166 bij het station van Gendron-Celles in de vallei van de Lesse.
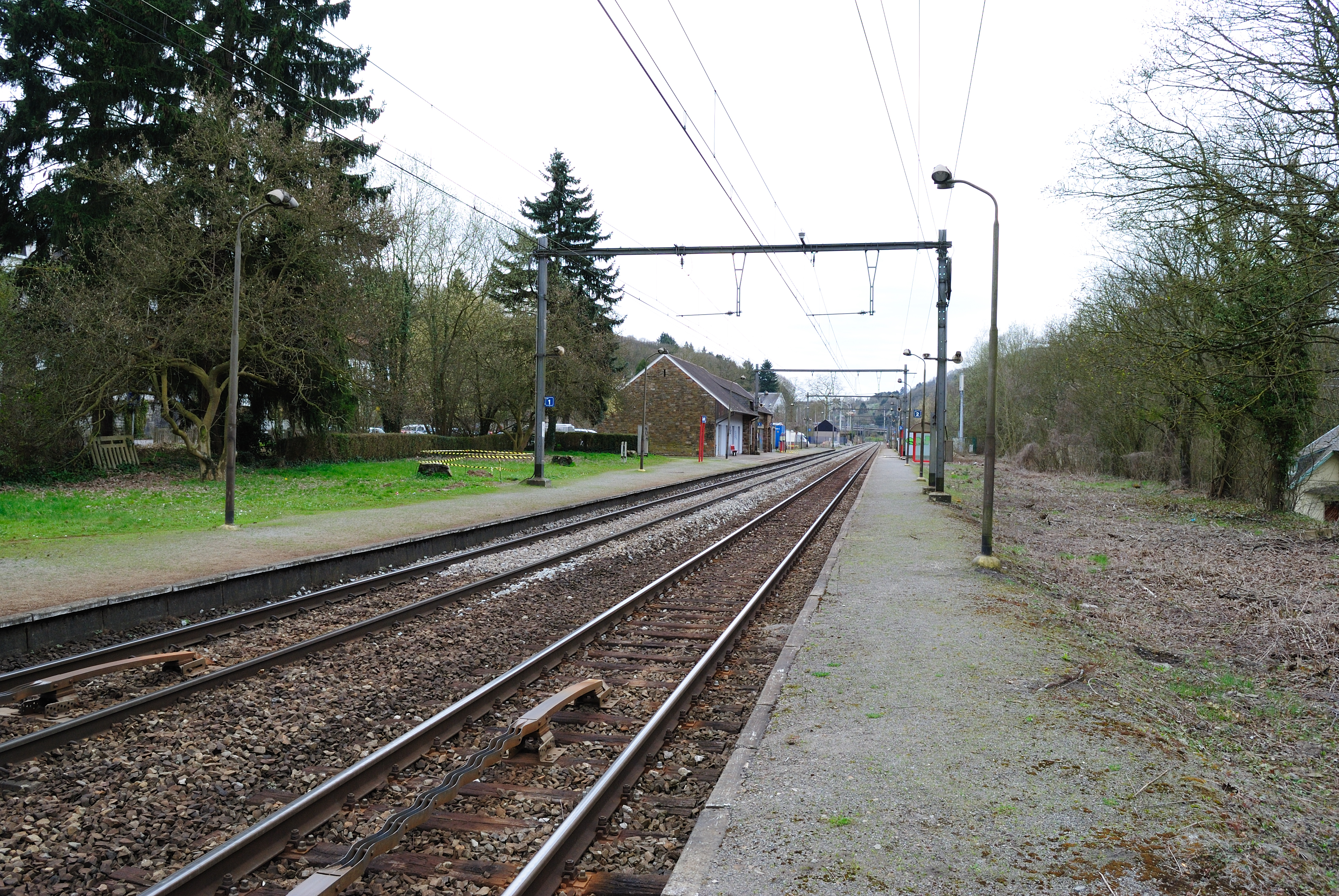
Spoorlijn 154 bij het station van Lustin.
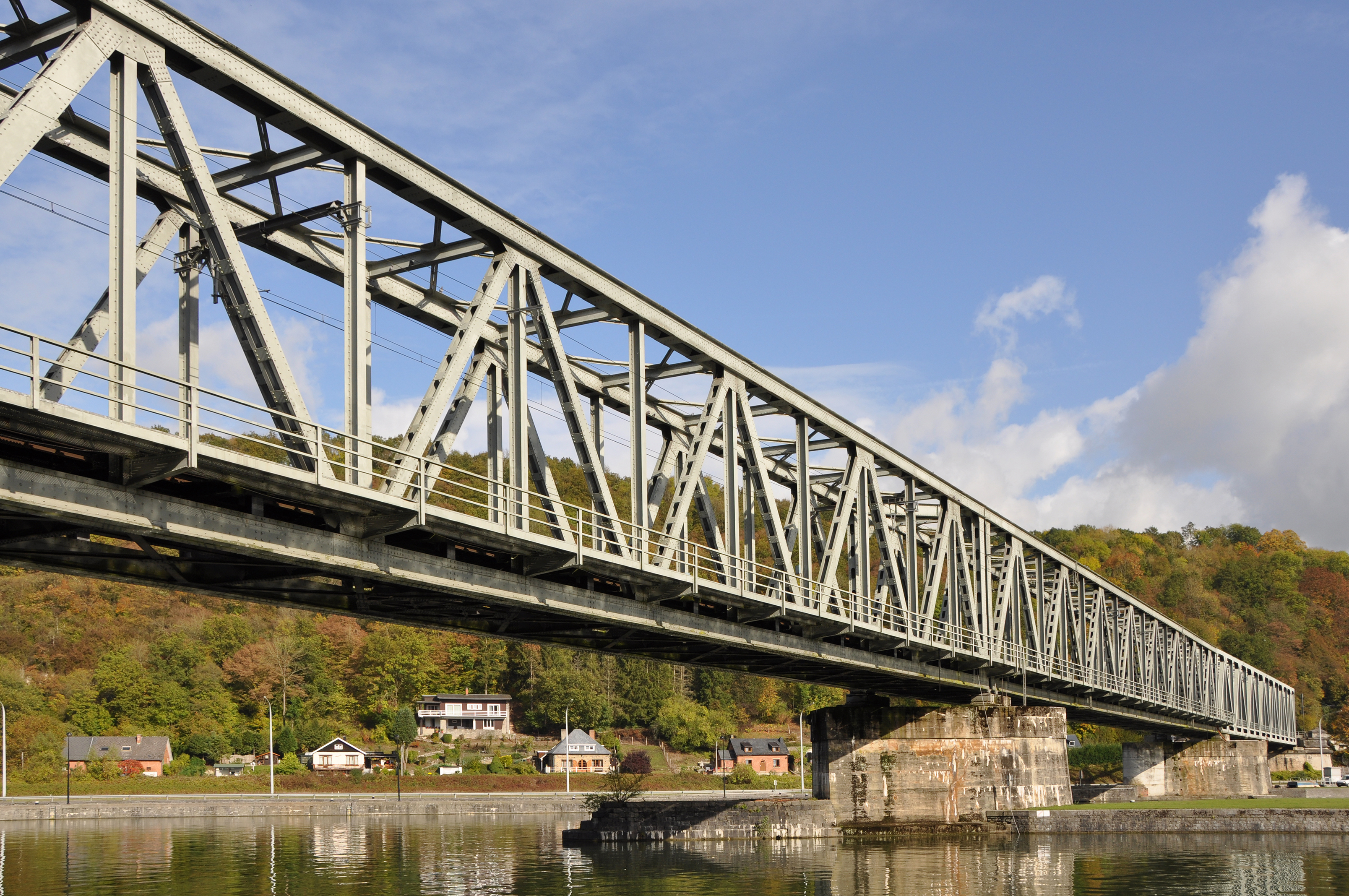
De spoorbrug over de Maas in Anseremme (foto) en een tunnel op de lijn 166 zijn de enige plekken waar de Athus-Maaslijn even op enkelspoor komt.
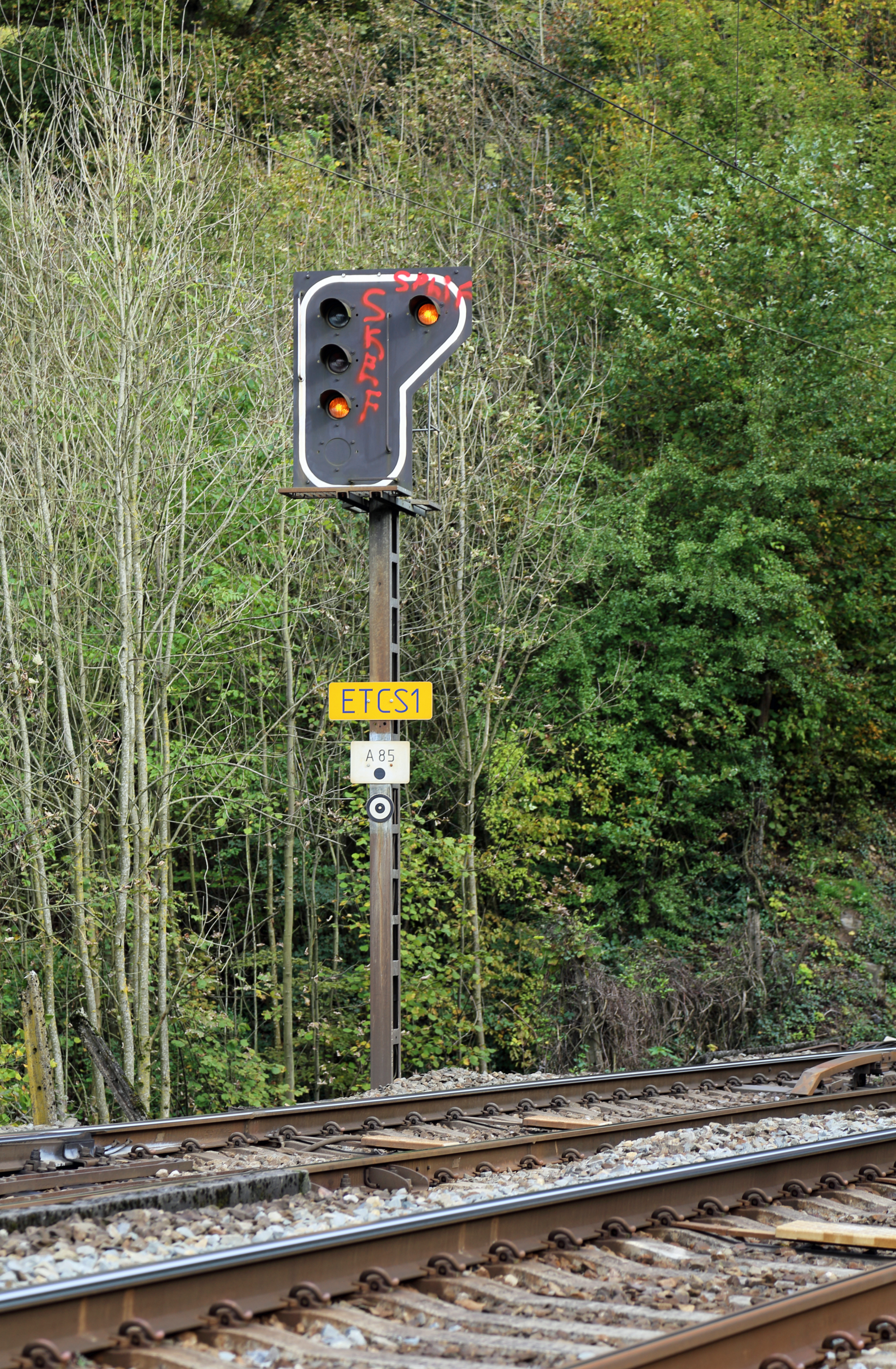
In oktober 2014 werd het beveiligingssysteem ETCS1 op de Athus-Maaslijn in gebruik genomen. Tussen de sporen bevinden zich de platte Eurobalise-bakens.